# Oligodon octolineatus
Oligodon octolineatus este o specie de șerpi din genul Oligodon, familia Colubridae, descrisă de Schneider 1801. A fost clasificată de IUCN ca specie cu risc scăzut. Conform Catalogue of Life specia Oligodon octolineatus nu are subspecii cunoscute.

## Galerie

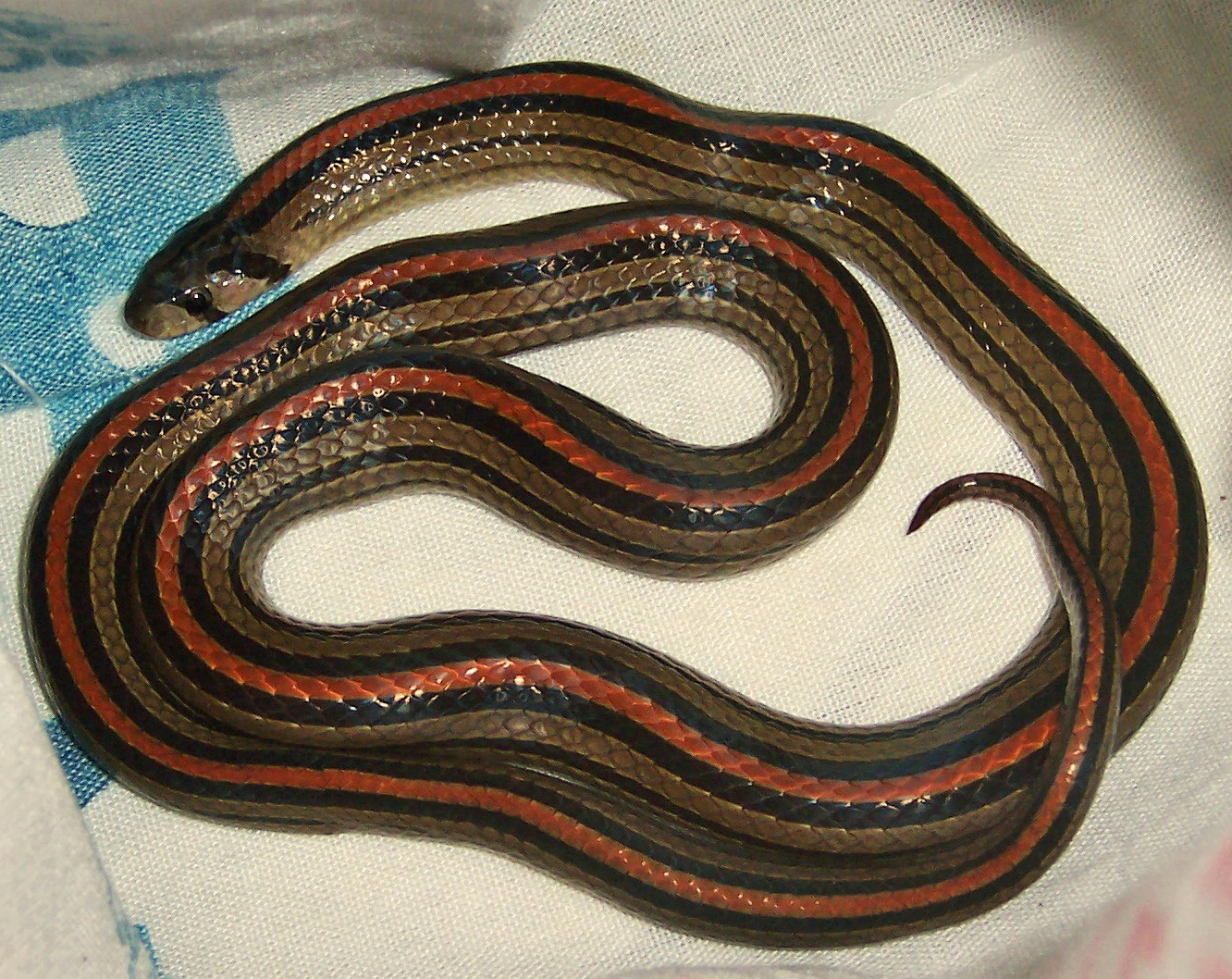
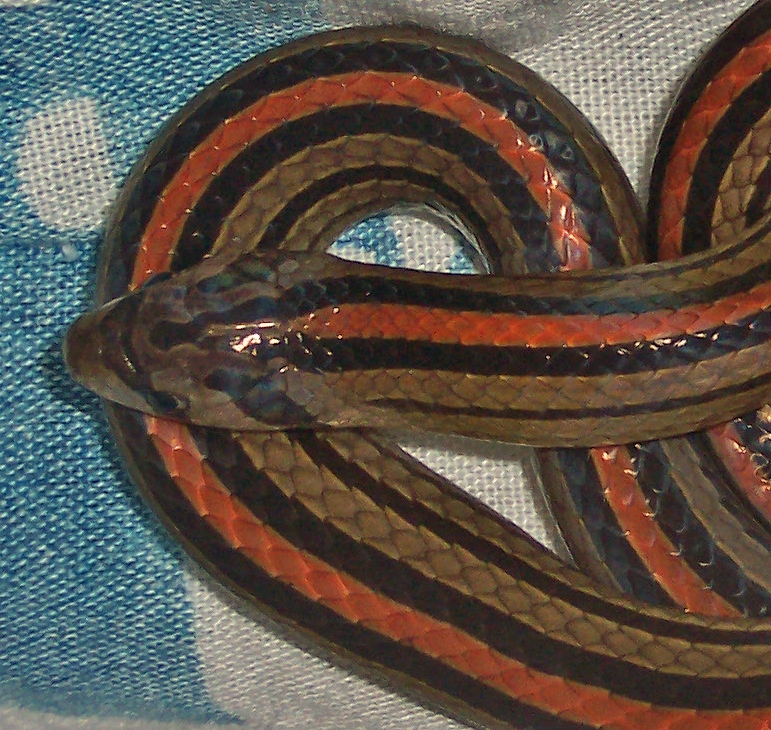